# ТШГ 1899 Хофенхайм
ТШГ 1899 Хофенхайм (на немски: TSG 1899 Hoffenheim, пълно име: Турн- унд Шпортгемайншафт 1899 Хофенхайм) е германско спортно дружество от село Хофенхайм с население от 3 272 човека (март 2011 година), от областта Баден във федералната провинция Баден-Вюртемберг, Германия. През сезон 2008/2009 то става известено най-вече със своя футболен състав, който е сензацията на Първа Бундеслига със своето временно първо място след изиграването на есенния полусезон.
Юношеските формации на Хофенхайм също играят в най-високите футболни дивизии на Германия, а юношите младша възраст на баденския отбор стават шампиони на страната през 2008 г. Възхода си клубът дължи на своя собственик и спонсор Дитмар Хоп, който е съосновател на софтуерния гигант SAP, сам играл за клуба през своята младост. В периода 1990 – 2008 г. Хофенхайм се изкачва от „Окръжна лига А“ до Първа Бундеслига, а специален приоритет е работата с младите футболисти. Домакинствата си отборът играе на Райн-Некар-Арена в град Зинсхайм. Освен футбол клубът развива лека атлетика и гимнастика.
За него Юрген Клинсман казва:
| „              | Хофенхайм ще се бори минимум за участие в Европа. Този отбор е събран от стратегически план и ще измине пътя докрай. | “ |
| Юрген Клинсман | |   |

## Клуб
Клубът е създаден през 1899 г. в село Хофенхайм, което днес е квартал на Зинсхайм. Той има около 1300 членове, като най-известното му отделение е мъжкият футбол. Освен мъжки футбол, спортното дружество разполага и с други отделения като женски футбол, лека атлетика и гимнастика. Футболното отделение е регистрирано от 1 януари 2005 г. в отделено юридическо лице под името ТШГ Хофенхайм Фусбал-Шпилбетрибс ООД (на немски: TSG Hoffenheim Fußball-Spielbetriebs GmbH).
Клубът се покровителства от създателя на софтуерната компания SAP, милиардера Дитмар Хоп, който като млад е бил юноша на Хофенхайм. С неговата финансова помощ между 1990 и 2008 г. клубът успява да се изкачи от „Окръжната А лига“ до Първа Бундеслига.
През февруари 2009 г., по време на подготовката си в Германия за летния дял на българския шампионат, ПСФК Черноморец Бургас и Хофенхайм поставят начало на сътрудничество в областта на спортното строителство и работата с подрастващите футболисти.

## История

### От 1899 до 1945 г.: От началото до сливането
| Сезон                                | Първенство         | Място | Средно зрители |
| ------------------------------------ | ------------------ | ----- | -------------- |
| 1986/87                              | Окръжна лига A     | 5.    |                |
| 1987/88                              | Окръжна лига A     | 1.    |                |
| 1988/89                              | Областна лига      | 15.   |                |
| 1989/90                              | Окръжна лига A     | 13.   |                |
| 1990/91                              | Окръжна лига A     | 1.    |                |
| 1991/92                              | Окръжна лига       | 1.    |                |
| 1992/93                              | Областна лига      | 7.    |                |
| 1993/94                              | Областна лига      | 5.    |                |
| 1994/95                              | Областна лига      | 3.    |                |
| 1995/96                              | Областна лига      | 1.    |                |
| 1996/97                              | Федеративна лига   | 9.    |                |
| 1997/98                              | Федеративна лига   | 3.    |                |
| 1998/99                              | Федеративна лига   | 2.    |                |
| 1999/00                              | Федеративна лига   | 1.    |                |
| 2000/01                              | Оберлига           | 1.    | 1,457          |
| 2001/02                              | Регионална лига Юг | 13.   | 2,061          |
| 2002/03                              | Регионална лига Юг | 5.    | 1,649          |
| 2003/04                              | Регионална лига Юг | 5.    | 1,878          |
| 2004/05                              | Регионална лига Юг | 7.    | 1,926          |
| 2005/06                              | Регионална лига Юг | 4.    | 2,301          |
| 2006/07                              | Регионална лига Юг | 2.    | 3,022          |
| 2007/08                              | Втора Бундеслига   | 2.    | 5,978          |
| 2008/09                              | Първа Бундеслига   | 7.    | 28 076         |
| 2009/10                              | Първа Бундеслига   |       |                |
| ЗЕЛЕНО: КЛАСИРАНЕ ОРАНЖЕВО: ИЗПАДАНЕ |                    |       |                |

Отборът е основан на 1 юли 1899 г. като Турнферайн Хофенхайм (на български: Гимнастическо обединение Хофенхайм). В началото спортното дружество включва само мъже. Техният брой е около 35, като 20 са активни спортисти. Ръководството се състои от шивача Якоб Ветцел, като представител на клуба, Вилхелм Гилберт, Фридрих Лудвих, Хайнрих Брехт и Карл Еп. Хофенхайм е зачислен към спортна група Баден и група Майн-Некар.
В спортна насока работата в клуба се изразява в гимнастика и лека атлетика. Първите гимнастически уреди са взети под наем от Те Фау Зинсхайм, за да може новосформираният клуб да започне да развива дейност. За десетгодишния юбилей на дружеството през 1909 г. се провежда спортен празник, изразен в атлетически турнир, на който участие вземат над 500 гимнастици от 23 клуба. На събрание на членовете на Хофенхайм на 3 април 1913 г. клубът решава да създаде собствено знаме, както и определя насоките за финансиране и събиране на отбора. На 10 август същата година знамето е представено на гимнастически турнир в Хофенхайм.
По време на Първата световна война животът в клуба отбелязва застой, тъй като повечето членове са мобилизирани в армията. От 92 членове на Хофенхайм взели участие на фронта, 28 загиват или получават тежки травми, които не им позволяват да спортуват. Няколко седмици след края на войната се провежда първото следвоенно събрание на членовете на спортното дружество на 25 януари 1919 г. Участващите 33 членове отново възобновяват спортната дейност, която преминава през няколко кризисни периода в началото на 20-те години на 20 век – липсвала дисциплина, а сбирките на клуба се провеждали в присъствието на малцинството членове на Хофенхайм. Председателят на дружеството сам признава царящия хаос и предприема мерки като затяга дисциплината. Това обаче не дава резултат и под влиянието на тежката хиперинфлация много участия и турнири са отменени. Клубната каса се оказва празна, по подобие на много други спортни клубове във Ваймарската република.
Футболът навлиза в Хофенхайм чрез основаното през 1920 г. Футболно обединение Хофенхайм. Още в началото то се опитва да се присъедини към гимнастическото дружество. На сбирката на 1899 Хофенхайм от 6 март 1920 г. молбата за присъединяване е отказана поради „вече присъщата самостоятелност на футболния отбор“. Новият опит за сливане от страна на футболистите през лятото на 1922 г. получава нов отказ поради неизпълнените условия на гимнастиците.
След неуспешните опити за обединение футболният клуб започва да се развива, като образува собствени подразделения. В едно от тях е можело да се практикува „всичко друго, освен футбол“. През юли 1929 г. се създава отделение за жени, което е нещо ново за отборите в региона, където спортът се упражнява само от мъже. Малко след това се слага началото и на хандбалната секция.
През 1929 г. се открива новата хофенхаймска спортна зала, построена със средствата на гимнастическото дружество и на други местни клубове, по повод 30-ата годишнина от създаването на 1899 Хофенхайм. Строежът започва през 1925 г. и завършва навреме за юбилея, като е отпразнуван и със спортни състезания.
С идването на националсоциализма хофенхаймските отбори са обединени и разпуснати. Спортната зала се използва за военно производство и в края на войната е опожарена. Едва през 50-те години на 20 век щетите се поправят и залата се ползва отново за спорт. След края на войната следва и успешно обединение на спортните клубове в града през май 1945 г.

### От 1945 до 1990 г.: Съществуване в долните дивизии
След като едва през 1957 г. се избира ново ръководство от общото събрание на клуба, 1899 Хофенхайм се присъединява към Спортен съюз Баден-Север. Футболистите на възобновения отбор се състезават в местната общинска група, където остават през следващите десетилетия. Успехите през този период са крайна рядкост – в края на 50-те и началото на 60-те години на 20 век хофенхаймци на два пъти се опитват да се класират за Втора аматьорска лига, но и в двата случая не успяват поради лоши резултати в края на сезоните. През 1965 г. те достигат полуфинал за купата на общината, но губят от тогавашния треторазреден Илфесхайм.
След реформата в германския футбол и въвеждането на Оберлига Баден-Вюртемберг, отборът на 1899 Хофенхайм се подвизава в местните общинска и районна футболна група.

### От 1990 до 2001 г.: От общинската група до Регионалната лига
След изпадането на 1899 Хофенхайм от Районната лига в осмодивизионната Общинска група през 1989 г. милиардерът Дитмар Хоп решава да финансира родния си клуб, в който е спортувал като млад. Резултатите не закъсняват: класиране в Районна лига Зинсхайм, а година по-късно в Областна лига Райн-Некар. През 1996 г. 1899 Хофенхайм вече е в Лига Баден.
След като през първата година от участието на хофенхаймци в лигата заемат място в средата на таблицата, втората година от участието им там минава в борба за класиране в Оберлигата, но в края на сезона баденци финишират на трето място. Целта почти е постигната през сезон 1998/99 чрез второто място в групата, което дава правото на бараж за класиране. Там 1899 Хофенхайм среща Линкс (втори в лига Южен Баден). След 0:2 в първата среща и 3:1 в реванша, при изпълнението на дузпи Линкс се оказват по-точни и побеждават в директния спор за квалификация, а с това и нанасят нов удар върху претенциите за промоция на футболистите от Хофенхайм.
В последвалия сезон целта на играчите на спонсора Дитмар Хоп, които вече играят на стадион „Дитмар Хоп“ отново е класиране в Оберлигата. След загуба с 1:2 от Шветцинген във втория кръг треньорът Гюнтер Хиленбранд е освободен и е заменен от Рико Вайганг. Вайганг на свой ред също напуска клуба през март 2000 г., когато е заместен от Алфред Шьойн. При него 1899 Хофенхайм печели лигата с равни точки с втория отбор на Валдхоф Манхайм и така постига жадуваното класиране в Оберлига Баден-Вюртемберг.
Под ръководството на Ханс-Дитер Флик 1899 Хофенхайм започва с изразителна победа с 3:0 срещу Кирххайм/Тек, а след втория кръг вече води еднолично в класирането. Въпреки някои колебания, през зимната пауза хофенхаймци имат 5 т. преднина пред втория Зандхаузен. В срещата на върха между първия и втория в класирането в град Зандхаузен 1899 Хофенхайм губи катастрофално с 0:5 от домакините, но следва силна серия от 13 мача без загуба и закономерно завършва на първо място в лигата, а с това и получава право да играе в Регионалната лига Юг.

### От 2001 до 2005 г.: Представяне в Регионалната лига
Въпреки че заема 13-о място след първата си година в регионалната лига, отборът записва класирания в първата третина на таблицата следващите сезони. През октомври 2002 г. бившите футболисти от Първа Бундеслига Кристиан Мьокел и Норберт Хофман се присъединяват към състава на 1899 Хофенхайм. Дотогава клубът е разчитал на млади играчи от региона. Хофенхаймци стават четири пъти подред носители на Купата на Баден в периода 2002 – 2005 г. и като такива играят в турнира за Купата на Германия. През 2003/04 достигат дори четвъртфинал, като са победени от Любек. Паметно обаче остава отстраняването на отбора от Първа Бундеслига Байер Леверкузен и втородивизионните Айнтрахт Трир и Карлсруе преди елиминацията.
За годините, прекарани в трета лига, характерни били постоянството на резултатите и граденето на отбор с бъдеще в германския футбол. Времето за промяна идва през 2005 г., когато Дитмар Хоп решава, че е време за атака на челните места в Регионалната лига. Той увеличава бюджета на клуба и предлага на другите отбори с традиции от региона Астория Валдорф и Зандхаузен да се обединят с 1899 Хофенхайм в нов клуб под името Хайделберг 06. Новият стадион е трябвало да бъде изграден в Хайделберг, който е щял да отговаря на всички изисквания на Първа Бундеслига. Тази идея не среща разбиране от страна на представителите на Зандхаузен и Астория, а след трудни преговори, мястото, където е щял да бъде построен стадионът е отказано на Хоп от властите, тъй като е било предназначено за друга цел. Поради липса на пари и време други места в Хайделберг не се търсят, а се решава да се осигури терен в района на Зинсхайм, където се намирал и Хофенхайм.

### От 2005 до 2008 г.: Мащабни инвестиции и изкачване в Първа Бундеслига
Сезон 2005/06 носи и възход от спортно естество. С цел увеличаване на шансовете на отбора за класиране в първа лига за длъжността изпълнителен директор в клуба е привлечен бившият национален футболист Карлхайнц Фьорстер от Шварцах Оденвалд. След домакинска загуба от втория отбор на Щутгарт обаче, класирането във Втора Бундеслига е поставено под въпросителна. Треньорът Флик е освободен предсрочно и е заменен от Лоренц-Гюнтер Кьостнер през ноември 2005 г., който на свой ред подава своята оставка след като не постига поставената цел и пропуска промоцията в края на сезона. Малко след това Кьостнер е последван от Фьорстер.
От лятото на 2006 г. спортно-техническото ръководство на 1899 Хофенхайм остава непроменено. Старши треньор е Ралф Рангник (ръководил елитните Улм 1846, Щутгарт, Хановер 96 и Шалке 04), бившият национален треньор на Германия по хокей на лед Бернхард Петерс е директор по спортните въпроси и школата на клуба, а Ханс-Дитер Херман, който е на щат и при германския представителен отбор, е психолог на играчите. Ръководителите са обвързани с дългосрочни договори и за цел им е поставена бързото развитие на 1899 Хофенхайм.
С нови попълнения като Франсиско Копадо, Томислав Марич и Йохен Зайц, второто място в регионалната лига е постигнато без сериозни сътресения под ръководството на Рангник. За новия сезон във Втора Бундеслига търговската марка на клуба е съкратена до „1899 Хофенхайм“, тъй като цялото изписване на наименованието „звучало твърде старомодно“.
Заедно със спортните успехи, реномето на отбора също се покачва. Усилията за развитието на футбола в региона и модерното футболно училище в Хофенхайм правят отлично впечатление на специалистите в Германия и Европа като цяло. Не липсват и критики от страна на пресата и противниковите привърженици обаче. В интервю мениджърът на Майнц 05 Кристиан Хайдел напада 1899 Хофенхайм с думите, че много пари се влагат не в сериозен клуб с традиции, а в един „селски отбор“ без фенове, без история и без публика. Усехите на 1899 Хофенхайм били немислими без колосалната финансова издръжка на страна на Дитмар Хоп. В потвърждение на думите на майнцкия мениджър, бюджетът на клуба е увеличен за участието във втора лига, привлечени са нови играчи в лицето на младежкия национален състезател на Бразилия Карлос Едуардо, нигериеца Чинеду Обаси и Андреас Ибертсбергер от Австрия.
Поради безпроблемното си съществуване, хофенхаймци си навличат завистливи подигравки от противниковите фенове и медиите.
Планираното изкачване в Първа Бундеслига се случва по-рано от очакваното и още през 2007/08 1899 Хофенхайм завършва втори и с това предсрочно изпълнява целта за участие в най-висшия германски футболен ешелон. Това става след летящ старт във Втора Бундеслига, в началото на пролетния полусезон са спечелени седем срещи подред, а за германската купа отново се достига до четвъртфинал, където Борусия Дортмунд надделява у дома с 1:3. Нападението на отбора от Баден е безмилостно: Чинеду Обаси и Демба Ба вкарват по 12 гола, а Копадо добавя още 10.

### От 2008 г. до днес: Първа Бундеслига
Възходът на 1899 Хофенхайм продължава и в Първа Бундеслига. Благодарение на силното нападение, водено от босненеца Ведад Ибишевич (18 гола от 17 мача), хофенхаймци сензационно стават есенен първенец след домакинско равенство срещу Шалке 04. През зимната пауза съставът е подсилен от дошлия от Валенсия вратар Тимо Хилдебранд (свободен трансфер) и Бубакар Саного (под наем от Вердер Бремен). Тежък удар е контузията на Ибишевич, който къса коленни връзки малко преди началото на пролетния полусезон и отсъства до края на шампионата. Рангник прави неуспешни опити да замени острието и след победа в началото на есента над Енерги Котбус, следват 9 мача без победа, което води до закономерно слизане от върха на класирането и постепенното падане до разочароващото, с оглед на представянето преди зимната пауза, седмо място.
Бързият прогрес на баденския клуб прави впечатление и на националния селекционер Йоахим Льов. На 19 ноември 2008 г. той призовава на лагера на националите Марвин Компер – първият футболист в историята на Хофенхайм, който играе за Германия. Компер е последван от Андреас Бек на 28 март 2009 г. и Тобиас Вайс на 2 юни същата година.

## Имена и цифри

### Успехи
- Вицепървенец на Втора Бундеслига и класиране в Първа Бундеслига: 2008;
- Вицепървенец на Регионална лига Юг и класиране във Втора Бундеслига: 2007;
- Първенец на Оберлига Баден-Вюртемберг и класиране в Регионална лига Юг: 2001;
- Първенец на Областната лига Баден и класиране в Оберлига Баден-Вюртемберг: 2000;
- Носител на Купата на Баден: 2002, 2003, 2004, 2005.

### Ръководство
|          | Име             | Длъжност                                |
| -------- | --------------- | --------------------------------------- |
|          | Петер Хофман    | Президент                               |
|          | Ян Шинделмайзер | Изпълнителен директор                   |
|          | Йохен Ротхаус   | Търговски директор                      |
| Германия | Бернхард Петерс | Директор по спортните въпроси и школата |

### Треньорски щаб
|          | Име               | Длъжност             |
| -------- | ----------------- | -------------------- |
|          | Ралф Рангник      | Старши треньор       |
|          | Томислав Марич    | Помощник-треньор     |
|          | Ахим Зарщед       | Помощник-треньор     |
| Германия | Петер Цайдлер     | Помощник-треньор     |
|          | Райнер Шрай       | Кондиционен треньор  |
|          | Сесар Тир         | Треньор на вратарите |
|          | Золт Петри        | Треньор на вратарите |
| Германия | Ханс-Дитер Херман | Психолог             |

## Стадион
Първоначално футболният отбор няма постоянен стадион. През 1968 г. се открива „Шпортплац им Рот“ (на български: Игрище в червено), където 1899 Хофенхайм провежда домакинствата си. От 1969 до 1971 г. клубът строи собствен терен в съседен квартал, който е открит в чест на 50-годишнината на футбола в града, и се използва до 1999 г., когато е построено ново съоръжение.
За 100-годишнината на клуба през 1999 г. е открит „Дитмар-Хоп-Щадион“, построен изцяло със средства на своя патрон. Отначало капацитетът му е 5000 места, но след класирането във Втора Бундеслига е повишен на 6350. Условията за лицензиране на клубове в Първа Бундеслига обаче имат по-високи изисквания и 1899 Хофенхайм играе първия полусезон в елита на манхаймския Карл-Бенц-Щадион. Там са вложени 600 000 евро за подобрения на 27 000 места и по стадиона – места за журналисти и зони за сигурност, както и за нова видеостена на стойност 400 000 евро. Разноските са поети от Община Манхайм чрез спонсорски договор с Даймлер.
Успоредно с тези работи в Зинсхайм протича и строежът на новия клубен стадион Райн-Некар-Арена, завършен след 22 месеца работа и открит на 24 януари 2009 г. с двубой между 1899 Хофенхайм и сборен отбор от региона. Новата арена е включена като част от Световното първенство по футбол за жени през 2011 г.
В близкия Цуценхаузен са изградени тренировъчна база, футболен интернат и административна сграда на клуба на стойност 15 милиона евро. Общата площ е 16 хектара, 7500 квадратни метра от които ще се използват за тренировки от лятото на 2009 г. Плановете предвиждат това да е една от най-модерните клубни бази в Германия.

## Срещи с български отбори
Отборът на „Хофенхайм“ се е срещал с български отбори в официални срещи.

### „Лудогорец“
С „Лудогорец“ се е срещал два пъти в официални мачове от груповата фаза на Лига Европа през сезон 2017 – 2018 г. Първият се играе на 28 септември 2017 г. в Разград и завършва 2:1 за „Лудогорец“. Вторият се играе на 8 декември 2017 г. в Зинсхайм като завършва 1:1.

## Спонсори
Главният спонсор, които е изписан на екипите на отбора, е списанието за телевизионна програма Те Фау Дигитал, собственост на издателство Аксел Шпрингер, издател и на булевардния гигант Билд. Партньорството започва на 1 юли 2008 г. за срок от две години, до края на сезона 2009/10. Според договора клубът се спонсорира с 2,5 милиона евро на година. Предишни основни спонсори са били маркетинговото дружество Зюдбест и манхаймската общинска компания Ем Фау Фау.
Освен основния спонсор 1899 Хофенхайм има допълнителни „официални партньори“, които подпомагат допълнително клуба. Структурата на официалните партньори е пирамидовидна, като най-горе са т.нар. „първостепенни партньори“, следвани от „партньори на отбора“, а на последното стъпало са „медийните партньори“. Между многото партньори спонсори е и SAP, бившата фирма на Дитмар Хоп.
След прекратяването на партньорството с Найк от 1 юли 2008 г. клубът използва екипировка Пума. Подписаният с фирмата договор е до 2014 г. и включва екипировката както на представителния тим, така и на детско-юношеската школа.
Бюджетът на играчите за сезон 2008/2009 е 23 милиона евро. По думите на Хоп субсидията за целия клуб възлиза на около 40 милиона евро. Според експерти собственикът на 1899 Хофенхайм е инвестирал в клуба поне 100 милиона евро, 50 милиона от които само за строежа на новия стадион.